# الشحول

شحول  هي إحدى القرى اللبنانية من قرى قضاء راشيا في محافظة البقاع.